# Friedrich Landmann
Friedrich Landmann (* 12. Januar 1864 in Rheydt; † 15. Februar 1931 in Eden bei Oranienburg) war ein deutscher Arzt und Lebensreformer.

## Leben
Nach seiner Schulzeit arbeitete Landmann 1883 als Gutseleve in Pommern. 1885–1890 studierte er Medizin in Berlin und Greifswald. Im Jahr 1890 promovierte er in Greifswald zum Dr. med. Die schwierigen wirtschaftlichen Verhältnisse für einen jungen Arzt ohne Patientenstamm nötigten ihn zu einem häufigen Ortswechsel. Zwischen 1891 und 1904 versuchte Landmann in den Orten Rheydt, Barmen, Boppard, Elberfeld, Ilsenburg, Haubinda, Eisenach, Lengenfeld unterm Stein und Wandlitz vergeblich sesshaft zu werden. Schließlich verlagerte er seine Aufmerksamkeit auf die Weiterentwicklung der gemeinnützigen Obstbau-Siedlung Eden bei Oranienburg, bei der er wie Paul Schirrmeister zu den leitenden Vorstandsmitglieder gehörte.
Dort widmete er sich der Pflanzenzucht und wirkte an der Entwicklung der pflanzlichen Margarine mit.
Seine wichtigsten Erfolge stammen aber aus seiner Wanderzeit. 1894 war Landmann Gast der konstituierenden Versammlung des Zentralverbands der Ortskrankenkassen. Während seines Aufenthalts in Elberfeld war er Leiter des Büros für die Medizinalangelegenheiten der dortigen Krankenkassen. Seine Bemühungen zur Hebung der wirtschaftlichen Stellung der Ärzte führte zum ersten großen Ärztestreik in Deutschland. An der darauf folgenden schrittweisen Organisation der Ärzteschaft im Hartmannbund nahm er bis zu seiner Tätigkeit als Lebensreformer einigen Einfluss.
Friedrich Landmann war seit 1893 mit Mathilde geb. Körner (1870–1915) verheiratet.

## Veröffentlichungen (Auswahl)
- Ursprung, Wesen und Heilung der Krankheiten, 1893
- Die Lösung der Kassenarztfrage, 1918
- Begriff und Aufgabe der Lebensreform. In: Die Obstbausiedlung Eden […] in Oranienburg in den ersten 25 Jahren ihres Bestehens. Hrsg. vom Vorstand. Berlin-Oranienburg 1920.
- Begriff und Aufgabe der Lebensreform. Mit besonderer Berücksichtigung der deutschen Jugendbewegung. 1921
- Ernährungsuntersuchung der Obstbausiedlung Eden bei Berlin, 1924
- Reine Mutterschaft – Beiträge zur geschlechtlichen Aufklärung und zur Versittlichung des ehelichen Lebens, Oranienburg (Mark) : Eden-Verlag, 1919